# Jacksonville Jaguars 2020
La stagione 2020 dei Jacksonville Jaguars è stata la 25ª della franchigia nella National Football League, la quarta con Doug Marrone come capo-allenatore. La squadra tentava di fare ritorno ai playoff dopo tre stagioni ma dopo avere vinto la prima partita perse tutte le rimanenti 15, terminando con il peggior record della NFL e guadagnando la prima scelta assoluta nel Draft NFL 2021. A fine stagione Marrone fu licenziato.

## Scelte nel Draft 2020
| Scelte dei Jaguars nel Draft 2020 |        |                      |       |                |
| Giro                              | Scelta | Giocatore            | Ruolo | College        |
| 1                                 | 9      | C.J. Henderson       | CB    | Florida        |
| 1                                 | 20     | K'Lavon Chaisson     | OLB   | LSU            |
| 2                                 | 42     | Laviska Shenault     | WR    | Colorado       |
| 3                                 | 73     | DaVon Hamilton       | DT    | Ohio State     |
| 4                                 | 116    | Ben Bartch           | OT    | Saint John's   |
| 4                                 | 137    | Josiah Scott         | CB    | Michigan State |
| 4                                 | 140    | Shaquille Quarterman | ILB   | Miami          |
| 5                                 | 157    | Daniel Thomas        | S     | Auburn         |
| 5                                 | 165    | Collin Johnson       | WR    | Texas          |
| 6                                 | 189    | Jake Luton           | QB    | Oregon State   |
| 6                                 | 206    | Tyler Davis          | TE    | Georgia Tech   |
| 7                                 | 223    | Chris Claybrooks     | CB    | Memphis        |

## Staff
| Staff dei Jacksonville Jaguars nel 2020 |
| --- |
| Organi dirigenziali - Proprietario – Shahid Khan - Presidente – Mark Lamping - General manager – David Caldwell - Vice presidente senior – Tony Khan - Assistente speciale al general manager – John Idzik Jr. - Direttore dell'amministrazione del football – Tim Walsh - Direttore delle operazioni del football – Hamzah Ahmad - Direttore del personale professionistico – Trent Baalke - Assistente del dir. del personale professionistico – Andy Dengler - Direttore del personale professionistico – Chris Driggers - Assistente del dir. del personale professionistico – DeJuan Polk - Direttore degli osservatori del college – Mark Ellenz - Assistente del dir. degli osservatori del college – Paul Roell - Direttore dello sviluppo dei giocatori – Marcus Pollard Capo allenatore - Doug Marrone Altri allenatori - Preparatore atletico – Tom Myslinski - Assistente p.a. – Cedric Scott - Preparatore atletico associato – Sean Karpf - Preparatore atletico associato – Jess Langvardt Allenatori dell'attacco - Coordinatore offensivo – Jay Gruden - Quarterback – Ben McAdoo - Running back – Terry Robiskie - Wide receiver – Keenan McCardell - Tight end – Ron Middleton - Offensive line – George Warhop - Assistente offensive line – Tony Sparano Jr. - Controllo qualità – Denard Robinson - Ricerca attacco – Eric Price Allenatori della difesa - Coordinatore difensivo – Todd Wash - Defensive line – Jason Rebrovich - Linebacker – Mark Collins - Assistente linebacker – Tony Gilbert - Secondary-cornerback – Tim Walton - Secondary-safety – Joe Danna - Assistente difesa – Dwayne Stukes Allenatori dello special team - Coordinatore dello special team – Joe DeCamillis - Assistente dello special team – Mike Mallory |

## Roster
| Roster dei Jacksonville Jaguars nel 2020 |
| --- |
| Quarterback - 6 Jake Luton - 15 Gardner Minshew Running Back - 49 Bruce Miller FB - 33 Devine Ozigbo - 38 James Robinson - 34 Chris Thompson Wide Receiver - 17 DJ Chark - 84 Keelan Cole - 18 Chris Conley - 19 Collin Johnson - 10 Laviska Shenault - 12 Dede Westbrook Tight End - 87 Tyler Davis - 88 Tyler Eifert - 80 James O'Shaughnessy Offensive Linemen - 78 Ben Bartch G - 60 A.J. Cann G - 65 Brandon Linder C - 68 Andrew Norwell G - 76 Will Richardson T - 74 Cam Robinson T - 69 Tyler Shatley C - 75 Jawaan Taylor T Defensive Linemen - 41 Josh Allen DE - 90 Taven Bryan DT - 45 K'Lavon Chaisson DE - 58 Doug Costin DT - 96 Adam Gotsis DE - 52 DaVon Hamilton DT - 98 Timmy Jernigan DT - 95 Abry Jones DT - 94 Dawuane Smoot DE Linebacker - 53 Dakota Allen OLB - 44 Myles Jack OLB - 48 Leon Jacobs OLB - 54 Cassius Marsh OLB - 50 Shaquille Quarterman MLB - 47 Joe Schobert MLB - 56 Quincy Williams OLB Defensive Back - -- Luq Barcoo CB - -- Chris Claybrooks CB - 25 D.J. Hayden CB - 23 C.J. Henderson CB - 37 Tre Herndon CB - 29 Josh Jones SS - 24 Josiah Scott CB - 20 Daniel Thomas SS - 40 Brandon Watson FS - 26 Jarrod Wilson FS - 42 Andrew Wingard FS Special Team - 9 Logan Cooke P - 4 Josh Lambo K - 46 Ross Matiscik LS Lista delle riserve - 21 Ryquell Armstead RB (COVID-19) - 39 Tramaine Brock CB (IR) - 79 Carl Davis DT (Sospeso) - 97 Josh Mauro DE (Sospeso) - 55 Lerentee McCray DE (Opt-out) - 22 Rashaan Melvin CB (Opt-out) - 89 Josh Oliver TE (IR) - 98 Dontavius Russell DT (IR) - 13 Michael Walker WR (Waived/injured) - 97 Al Woods DT (Opt-out) Squadra di allenamento - 31 Nathan Cottrell RB - 86 Ben Ellefson TE - 57 Nate Evans MLB - 85 Matt Flanagan TE - 43 Joe Giles-Harris OLB - 2 Mike Glennon QB - 14 Terry Godwin WR - 81 Josh Hammond WR - 38 Amari Henderson CB - 62 K.C. McDermott OT - 68 Austen Pleasants OT - 18 Trey Quinn WR - 92 Caraun Reid DT - 77 Tre'Vour Wallace-Sims G - 1 Brandon Wright P 53 attivi, 10 inattivi, 15 nella squadra di allenamento |
| Legenda - I rookie sono in corsivo. - Il primo ruolo è il principale mentre gli eventuali successivi indicano i ruoli secondari. - (IR) sta per Injured Reserve ed indica la lista ristretta per un solo giocatore infortunato che può tornare ad allenarsi dopo la settimana 6 e a rientrare in prima squadra dopo che questa ha giocato 8 partite. - (NF-Inj.) / (NF-Ill.) stanno rispettivamente per Non-Football Injured e Non-Football Illness ed indicano le liste dove viene inserito un giocatore che ha un infortunio o una malattia non dipendente dal football americano. - (PUP) sta per Physically Unable to Perform ed indica la lista dove viene inserito un giocatore mentre è in attesa di recuperare la condizione fisica. Nella stagione regolare dopo la sesta partita giocata dalla propria squadra, il giocatore ha tempo tre settimane per riprendere ad allenarsi, più tre settimane aggiuntive dal suo rientro agli allenamenti per rientrare in prima squadra. |

## Calendario

### Pre-stagione
Il calendario della fase prestagionale è stato annunciato il 7 maggio 2020. Tuttavia, il 27 luglio 2020, il commissioner della NFL Roger Goodell ha annunciato la cancellazione totale della prestagione, a causa della pandemia di Covid-19.

### Stagione regolare
| Stagione regolare |                    |                         |                    |                    |                    |                    |
| Turno             | Data               | Avversario              | Risultato          | Record             | Stadio             | Sintesi            |
| 1                 | 13 settembre       | Indianapolis Colts      | V 27–20            | 1–0                | TIAA Bank Field    | Recap              |
| 2                 | 20 settembre       | at Tennessee Titans     | S 30–33            | 1–1                | Nissan Stadium     | Recap              |
| 3                 | 24 settembre       | Miami Dolphins          | S 13–31            | 1–2                | TIAA Bank Field    | Recap              |
| 4                 | 4 ottobre          | at Cincinnati Bengals   | S 25–33            | 1–3                | Paul Brown Stadium | Recap              |
| 5                 | 11 ottobre         | at Houston Texans       | S 14–30            | 1–4                | NRG Stadium        | Recap              |
| 6                 | 18 ottobre         | Detroit Lions           | S 16–34            | 1–5                | TIAA Bank Field    | Recap              |
| 7                 | 25 ottobre         | at Los Angeles Chargers | S 29–39            | 1–6                | SoFi Stadium       | Recap              |
| 8                 | Settimana di pausa | Settimana di pausa      | Settimana di pausa | Settimana di pausa | Settimana di pausa | Settimana di pausa |
| 9                 | 8 novembre         | Houston Texans          | S 25–27            | 1–7                | TIAA Bank Field    | Recap              |
| 10                | 15 novembre        | at Green Bay Packers    | S 20–24            | 1–8                | Lambeau Field      | Recap              |
| 11                | 22 novembre        | Pittsburgh Steelers     | S 3–27             | 1–9                | TIAA Bank Field    | Recap              |
| 12                | 29 novembre        | Cleveland Browns        | S 25–27            | 1–10               | TIAA Bank Field    | Recap              |
| 13                | 6 dicembre         | at Minnesota Vikings    | S 24–27 (dts)      | 1–11               | U.S. Bank Stadium  | Recap              |
| 14                | 13 dicembre        | Tennessee Titans        | S 10–31            | 1–12               | TIAA Bank Field    | Recap              |
| 15                | 20 dicembre        | at Baltimore Ravens     | S 14–40            | 1–13               | M&T Bank Stadium   | Recap              |
| 16                | 27 dicembre        | Chicago Bears           | S 17–41            | 1–14               | TIAA Bank Field    | Recap              |
| 17                | 3 gennaio          | at Indianapolis Colts   | S 14–28            | 1–15               | Lucas Oil Stadium  | Recap              |

Note: gli avversari della propria division sono in grassetto.

## Premi

### Premi settimanali e mensili
- C.J. Henderson:

rookie della settimana 1
- James Robinson:

rookie offensivo del mese di settembre